# Grève sauvage
Une grève sauvage est la cessation collective, en dehors de toute consigne syndicale, volontaire et concertée du travail par des salariés refusant d'astreindre leurs revendications au seul cadre de leurs préoccupations professionnelles.

## Droit par pays

### Québec (Canada)
Dans l'arrêt Lafrance et autres c. Commercial Photo Service Inc. de 1980, la Cour suprême du Canada explique qu'une grève sauvage (c'est-à-dire une grève qui ne respecte pas les règles énoncées dans le Code du travail) est une cause juste et suffisante de congédiement.

### Films
- Marin Karmitz, Coup par coup, France /Allemagne, 1971 - Film fiction-documentaire avec des ouvrières qui jouent leur propre rôle
- Christian Rouaud, Les Lip. L’imagination au pouvoir, 2007, 118 min, produit en vidéo par Les Films du Paradoxe -  (EAN 3760010554944)